# Hisashi Kato
Hisashi Kato (Rifu, Prefectura de Miyagi, Japó, 24 d'abril de 1956) és un exfutbolista i entrenador japonès.

## Selecció japonesa
Hisashi Kato va disputar 61 partits amb la selecció japonesa.